# Pierre-Alain Goualch
 (décembre 2016).
Pierre-Alain Goualch est un pianiste de jazz français né à Toulon le 5 février 1973.

## Parcours
Sa mère est la chanteuse Violette Goualch Castagnino et son père le batteur et trompettiste Roger Goualch. Il commence l'étude du piano à l'âge de sept ans. C’est cinq ans plus tard qu’il rencontre Tony Petrucciani, père du célèbre pianiste Michel Petrucciani avec lequel il découvrira le piano jazz. Cette rencontre est décisive dans son parcours et très vite Tony Petrucciani devient son Mentor et l'accompagne dans sa nouvelle passion pour cette musique où la liberté et l'interaction ont une grande place.
Il n'a que 15 ans quand Tony Petrucciani décide de se produire en concert avec lui et lui faire rencontrer les meilleurs musiciens de Jazz du Sud de la France. C'est ainsi qu'on peut l'entendre à cette époque dans des concerts avec Pierre Sim, Bruno Ziarelli, Bob Garcia, Thomas Bramerie, Phil et Christophe Levan, Stéphane Belmondo, Patrick Manouguian,  Rémi Vignolo, Olivier Temime.
À 18 ans il quitte le Midi pour étudier la musique au Centre musical et créatif de Nancy (CMCN) où il est repéré par le batteur Richard-Paul Morellini dont il intègre le groupe RPM Quintet. Il y rencontre également Franck Agulhon et Diego Imbert avec lesquels il forme son premier trio qui est le début d'une longue collaboration encore d'actualité aujourd'hui. 
Il obtient un diplôme et la mention très bien à l’unanimité du jury. Les rencontres qu’il fait à Nancy et son intégration à l'équipe pédagogique du CMCN par son directeur pédagogique Hans Kullock le convainquent de s’y installer.
En parallèle à ses projets artistiques et ses débuts d’enseignant il continue son apprentissage et c’est avec Bernard Maury qu'il se perfectionne pendant plusieurs années.
En 1995, alors âgé de 22 ans il est révélé par le premier prix du Concours international de piano jazz de Toulon dont le jury est alors composé de Tommy Flanagan, Kenny Barron et Danilo Pérez et André Francis. Suivi par un Prix de groupe pour son premier trio au Concours national de jazz de la Défense à Paris. Cette année-là il est classé par le magazine Jazzman parmi les 25 musiciens les plus prometteurs de la scène internationale.
André Francis sera dès lors un soutien déterminant dans ses différents projets par de nombreuses invitations à la Maison de la Radio et dans différents festivals dont il assumait la programmation.
En 1997, son premier album en trio avec Christophe Levan et Franck Agulhon est sorti par le label EMD. C’est après avoir entendu son travail en trio que Martial Solal l'invitera à plusieurs reprises dans son émission sur France Musique pour jouer en piano solo en direct du studio 104.
La même année, il rejoint l'équipe pédagogique de la Music Academy International de Nancy.
En 1999 il devient responsable du département Jazz de la Music Academy International (Jazz Academy International). 
Les projets s'enchaînent et l’amènent en Europe et aux États-Unis avec des musiciens comme Nicolas Folmer, André Ceccarelli, Ernie Hammes, Randy Brecker, Lew Soloff, Ted Curson, Bob Mintzer, Hector Zazou, Daniel Yvinec, Franck Agulhon, Valérie Graschaire, Élisabeth Kontomanou, Laïka Fatien.
Il reçoit une double nomination aux Djangodor et Victoires du Jazz en 2002 pour son album Exploring the Music of Serge Gainsbourg enregistré en trio avec Rémi Vignolo (b) et André Ceccarelli (d) qui se vendra à 5 000 exemplaires dans le label Night Bird du producteur Jean-Jacques Pussiau. 
En 2005 il rejoint le quartet du trompettiste Nicolas Folmer avec lequel il tourne et enregistre l'album Fluide aux côtés de Jérôme Regard (b), Thomas Grimmonprez (dm),. 
En 2006 il prend ses fonctions de professeur de piano jazz au conservatoire à rayonnement régional de Nancy, classe à laquelle participeront notamment Noé et Domitille Degalle.
En 2008 l'opéra de Lyon l'invite en résidence pour une semaine de carte blanche à l’Amphi Jazz. Il réunit pour l'occasion ses amis Mathieu Chamagne (el), Rémi Vignolo (d), André Ceccarelli (d), Nelson Veras (g), Daniel Yvinec (b), Médéric Collignon (tp, v), Denis Guivarch (s), Gueorgy Kornazov (tb),.
En 2009 il forme avec André Ceccarelli et Diego Imbert un nouveau groupe pour rendre hommage à Claude Nougaro. Le trio décide d'inviter le chanteur David Linx sur plusieurs titres de leur album Le Coq et la Pendule. Le succès de l'album les pousse à tourner en quartet et à enregistrer un second opus avec cette formation : À Nou(s)Garo,.
En 2013 on peut l'entendre accompagner la chanteuse Shirley Bassey aux côtés de Sylvain Luc, Laurent Vernerey, André Ceccarelli et l'Orchestre symphonique de Monaco à l'Opera Garnier de Monaco.
En 2014 il rejoint le quintet que Laïka Fatien formé pour présenter sur scène ses albums Nebula et Come a Little Closer, enregistrés pour le label Verve/Universal. Il jouera pour l'occasion aux côtés de Médéric Collignon (tp), Christopher Thomas (b), Éric-Maria Couturier (c), Anne Paceo (dm) ou Léon Parker.
En 2015 il participe à l'enregistrement de la bande originale du film de Claude Lelouch : Un plus une sur une musique de Francis Lai aux côtés d'André Ceccarelli et Laurent Vernerey.
En 2016 il enregistre aux côtés de Sebastien Jarrousse, Magic Malik, Mauro Gargano et Matthieu Chazarenc l'album Old Fellow. La même année plusieurs titres de son album Exploring The Music Of Serge Gainsbourg sont sélectionnés pour la compilation Gainsbourg In Jazz, Wagram Music,.
En 2017 il retrouve son ami le trompettiste luxembourgeois Ernie Hammes pour enregistrer son 4ème album Evolution avec le guitariste belge Philip Catherine et les saxophoniste Wayne Escoffery et David Ascani et à la contrebasse Boris Schmidt et Niels Engel à la batterie. L'album est construit autour de compositions d'Ernie Hammes ainsi que de Pierre-Alain Goualch et d'une reprise libre du standard Body And Soul. Il a été enregistré dans les conditions du Live avec tous les musiciens dans la même pièce. Une technique de plus en plus rare qui permet de capter la spontanéité des musiciens mais avec beaucoup moins de possibilité de retouches.

## Discographie
Les albums en leader ou co-leader:
- 1997 - Voici Ma Main, EMD / Abeille Musique, avec Christophe Levan (b) et Franck Agulhon (dm).[13]
- 2001 - Honky Monk Woman, EMD / Abeille Musique, avec Valérie Graschaire (voc)[14],[15],[13],[16].
- 2001 - Exploring the Music of Serge Gainsbourg, Night Bird / Harmonia Mundi, avec Rémi Vignolo (b), André Ceccarelli (dm).[17],[18],[19],[20],[21]
- 2001 - The Piano, Inside and Outside, CELP / Harmonia Mundi, avec M.. Pagoo, Boris Hug (Piano Sampling, Compositions, Mixages), Franck Agulhon (p), Mathieux Chamagne (p).[22],[23],[24]
- 2003 - Voici Ma Main, Atelier Sawano, avec Christophe Levan (b) et Franck Agulhon (dm) (édition japonaise de l'album de 1997 avec un bonus track).[25],[26]
- 2005 - Tikit, EMD / Abeille Musique, avec Franck Agulhon (dm).[27],[28],[13]
- 2005 - Anatomy of a Relationship, Cristal Records / Abeille Musique, avec Rémi Vignolo (b), André Ceccarelli (dm).[29],[18],[30]
- 2007 - DUC, Cristal Records / Abeille Musique, avec Rémi Vignolo (dm), Darryl Hall (b).[31],[32],[33],[34],[35]
- 2009 - Le Coq et La Pendule, Plus Loin / Abeille Musique, avec Diego Imbert (b), André Ceccarelli (dm) et David Linx (v).[36],[37],[38]
- 2013 - A Nou(s)Garo, Just Looking Production / Harmonia Mundi, avec David Linx (v), Diego Imbert (b), André Ceccarelli (dm).[39],[40]
- 2018 - 7000 Miles, Sound Surveyor, avec David Linx (v), Diego Imbert (b), André Ceccarelli (dm).[41],[42],[43],[44]
- 2021 - Porgy & Bess, Trebim Music, avec Diego Imbert (b), André Ceccarelli (dm).

Les albums en sideman :
- 1993 - Ametys : Ametys, EMD / Abeille Musique, avec Éric Séva (sax), Louis Winsberg (guit), Jean-Marie Viguier (guit), Félix Sabal-Lecco (dm), Benoît Pansiot (clav), Claude Mirandola (tp), Christian Jacob (clav), Diego Imbert (bass), Claudio Gilbert (perc), André Charlier (dm), Julien Charler (dm), Latif Chaarani (perc), José Barachina (g), Christian Ambroise (clav)[45].
- 1993 - Laurent Gianez : Brindille, avec Laurent Gianez (sax), Diego Imbert (b), Franck Agulhon (dm)[46].
- 1994 - Briegel Bros. Band – Voyage En Eaux Troubles, EMD / Abeille Musique, Nathanaël Briegel (g), Cyrille Briegel (b), William Caremiaux (dm)[47].
- 1995 - Ametys : Opale, EMD / Abeille Musique, avec José Barachina (g), Diego Imbert (b), Jacques Telitocci (perc), Franck Agulhon (dm)[48].
- 1996 - Pascal Parisot : Pascal Parisot, Pascal Parisot (voix), Patrice Lerech (tp), Stéphane Garaffi (tp), Christophe Kuhnel (sax), Jean Rouquart (sax), Frédérique Dastrevigne (voix), Fabrice Ach (voix et basse), François Cochet (tb), Thierry Lopez (g), Benoît Pansiot (clav), Diego Imbert (b), Jacques Tellitocci (perc), Franck Agulhon (dm).
- 1999 - Orchestre régional de jazz en Lorraine : Angustia d’Amour, Jean-Marie Viguier (Guit et Direction), Francois Cochet (Tb et Arrangements), Valérie Graschaire (voix), Philippe Brohet (sax), Denis Mermet (sax), Joël Rémy (sax), Denis Reynier (sax), Ernie Hammes (tb), Claude Mirandola (tp), Sylvain Dyrda (tb), Christian Ambroise (clav), Diego Imbert (b), Franck Agulhon (dm), Philippe Poveda (d), Jacques Tellitocci (percussions et vibraphone).
- 1999 - Hector Zazou : Moon Dive Musicians on a Mission - Aflevering 2, VPRO, avec Justin Adams (g, voc), Renaud Pion (clarinet), Caroline Lavelle (violon, voc), Micha Molthoff (violin), Susan Haps (voix), Gracia Gorré (voix), Karima Lemghari (voix), Zazou (keyboards) et Bill Rieflin (dm).
- 2000 - Ernie Hammes 5tet : Step Wise, avec Ernie Hammes (tp), Lew Soloff (tp), Irving Grossman (tp), Bob Mintzer (ts), Pierrick Pedron (as), Franck Spaniol (ts), Diego Imbert (b), Franck Agulhon (dm).
- 2000 - Orchestre régional de jazz en Lorraine : The Duke And Us, avec Philippe Brohet (sax), Francis Defloraine (sax), Denis Mermet (sax), Joël Rémy (sax), Nicolas Tacchi (sax), Antonio Ruiz (tb), François Cochet (tb), Sylvain Dyrda (tb), Jean-Pierre Nénert (tb), Claude Mirandola (tp), Patrice Lerech (tp), Bertrand Egloffe (tp), Laurent Gautier (b), Franck Agulhon (dm), Florence Ori (violon), Jean Marie Viguier (g), Gilbert Gianesini (clar), Médéric Collignon (cornet, voix), Jean-Michel Chanu, Jean-François Charbonnier (tuba), Pascal Nicol (banjo).
- 2000 - Snooze - Goingmobile, avec Nancy Danino, Nicole Graham, Juliet Ellis, Deborah Brown (voc) - Daniel Yvinec (b).
- 2000 - Kalk : For The Love Of You : avec Mandel Turner (voc), Fred Melosax (sax), Mateo and Matos (remix).
- 2001 - Aurelia O'Leary : Provisoire, avec Aurelia O'Leary (voc), Marc Berthoumieux (acc, b)), Louis Winsberg (g), Nicolas Montanazaud (perc), Yvan Cassar (p), Boris Hug (platines et samples), Daniel Yvinec (b).
- 2001 - Sandy Dillon & Hector Zazou : 12 (Las Vegas is Cursed), avec Sandy Dillon (voix), Hector Zazou (tous instruments et sons), Marc Ribot (g), Bill Rieflin (d), Pat Mastelotto (d), Renaud Pion (ts, Clarinette, fl), Christian Lechevretel (tp, tb), Peter Bonjobi (perc, d), Lisa Germano (harmonica), David Play (guitare napolitaine), Steve Bywater (g), Castello Brass Ensemble, Lone Kent (g), Daniel Yvinec (contrebasse), Justin Adams (g), Mathias Desmier (g), Patrick Morgenthaler (Midi Explorer), Lorenzo Tommasini (Loops), Pori Thompson (g).
- 2003 - Daniel Yvinec : Recycling The Future, RCA Victor - BMG, avec Daniel Yvinec (b, g, hbt, p, bruits, jouets, trains, avions, voitures, respiration…), Stéphane Guillaume (bcl, cl, ss, bugle, afl, esprit ouvert…), Éric Séva (ss), Olivier Ker Ourio (hca), Christian Lechevretel (tp), Médéric Bourgue (cello), Wilfried Brana (prog) et, entre autres, Valentin Enesco (cello), Wayne Dolphy (voc), Chris Dan (perc), Kantha Bhajan (sarod)…
- 2003 - Ro Gebhardt : On My Mind, Jazz'n'Arts, avec Ro Gebhardt (g), Martin Gjakonovski (upright bass), Gernot Kögel (b), Roland Höppner (dm), Andrea Reichhart (voc), Jochen Krämer (perc).
- 2004 - Ro Gebhardt : Oasis, Tirando, avec Ro Gebhardt (g), Harvie S (b), Roland Höppner (dm).
- 2005 - Oliver Strauch : Anatomy of a Trio, Laïka Records, avec Jimmy Woode (Bass), Oliver Strauch (dm).
- 2005 - Ernie Hammes : Night Lights, avec Ernie Hammes (trpt/flgh), Franck Spaniol (s), Phil Abraham (tb), Johannes Schaedlich (Bass), Oliver Strauch (dm).
- 2005 - Un Des Sens : Chronologie
- 2005 - Dorado Schmitt Quintet : Sings, EMD / Abeille Musique, avec Dorado Schmitt (g), Ludovic Beier (accordéon, accordina), Gautier Laurent (b), Franck Agulhon (dm)[49].
- 2005 - Pierrejean Gaucher : La Fontaine & Le Gaucher, Nocturnes, avec Pierrejean Gaucher (g, b, p, samples), Alain Aithnard, David Linx, Arnaud Vernet, Luigi Rignanese, Léonore Gaucher (voc), Marc Berthoumieux (acc), Phil Abraham, Jean Lucas (tb), Paul Brousseau, Bobby Rangell (fl), Marc Michel Le Bevillon, Daniel Yvinec, Jean Wellers (b), Cédric Affre, André Charlier (dm, perc).
- 2006 - Nicolas Folmer Quartet : Fluide, Cristal Records / Abeille Musique, avec Nicolas Folmer (tp) - Jérôme Regard (b), Stéphane Huchard (dm) - Thomas Grimmonprez (dm).
- 2007 - PaGoO : The Thinker, Tabata Music, avec PaGoO.
- 2008 - Alter Native Kartet, avec William "Beg" Bersani (M.C) - Julien "BlackToo" Thenon (drums et programmation), Ludovic "DJ Spaig" d'Aniello (tunetables & samples), Sebastien "Little" Froidefond (guitar), Mathieu "Manics" Loigerot (contrebasse), Pierre Desassis (ts,ss), Michael Cuvillon (as) - Julien Hornberger (tp, bugle), Renaldo Greco (fl), Samuel Fargette (v), François Cochet (tb) - Khalil (MC).
- 2008 - Valérie Graschaire : Finaly, Cristal Records / Abeille Musique, avec Valérie Graschaire (v), Stéphane Belmondo (fh), Diego Imbert (b), Franck Agulhon (dm)[50].
- 2009 - Ro Gebhardt & Friends : European Jam, Jazzsicks Records, avec Ro Gebhardt (g), Gernot Kögel (b), Roland Höppner (dm), Davide Petrocca (b), Jean-Marc Robin (dm), Ernie Hammes (tp, flugelhorn), Florent Brique (tp), Claude Mirandola (tp), Patrice Lerech (tp), Wolf Schenk (bass/tenor tb), Alexandre Rabin (tb), Geoffroy Maire (tb), Sylvain Dyrda (tb), Franck Spaniol (ts, ss), Nicole Johänntgen (as), Damien Prud'homme (s), Michael Cuvillon (as).
- 2009 - Luciole : Ombre, Mercury / Universal
- 2009 - Groovin' High: Live, Jazz'n Arts, avec Randy Brecker (tp), Johannes Mueller (ts), August Wilhelm Scheer (bs), Pierre-Alain Goualch (p), Gautier Laurent (b), Oliver Strauch (dm).
- 2009 - Franck Agulhon - Solisticks/2, avec Franck Agulhon (dm), Valérie Graschaire (v), Vincent Artaud (b), Pierre-Alain Goualch (kb), Diego Imbert (b), Pierre De Bethmann (p), Cédric Hanriot (p), Baptiste Trotignon (p), André Charlier (perc), Eric Legnini (kb).
- 2010 - Sébastien Jarrousse - Wait & See, Studioneptune / Codaex France, avec Sébastien Jarrousse (ts & ss), Pierre-Alain Goualch (p), Mauro Gargano (b), Matthieu Chazarenc (dm).
- 2010 - Ernie Hammes & Cubop - Sanfrancha, CMO Music, avec Ernie Hammes (tp, fh), Claudio Roditi (tp), Johannes Muller (ts), Pierre-Alain Goualch (p), Amina Figarova (p), Sven Happel (b), Jean-Louis Rassinfosse (b), Chris Strik (dm), Eric Durrer (perc)[51].
- 2011 - Luz Casal - Un Ramo De Rosas, Blue Note / EMI Music, avec Luz Casal (v), Pierre-Alain Goualch (p), Diego Imbert (b), André Ceccarelli (d), Chilly Gonzales (synth), Renaud Létang (perc).
- 2012 - André Ceccarelli - Ultimo, Emarcy / Universal, avec André Ceccarelli (dm), Diego Imbert (b), Pierre-Alain Goualch (p, rd) + invités : Sylvain Luc (g), Richard Bona (elb, voc), Alex Ligertwood, David Linx, Amy Keys (voc), Regis Ceccarelli (voc, dm) + grand  orchestre  conduit par Pierre Bertrand.
- 2014 - Franck Agulhon - Post Katrina, avec Pierre-Alain Goualch (rd), Diego Imbert (b), Franck Agulhon (dm).[52]
- 2014 - Michael Cuvillon - Arte Funk Project, avec Michael Cuvillon (as, ewi), Shea Soul (v), Michael Alizon (ts), Guillaume Poncelet (tp), Pierre-Alain Goualch (kb), Jamy Pedro (b), Jean-Yves Jung (kb), Jean-Marc Robin (dm).
- 2015 - Groovin' High - Groovin' In, avec Johannes Mueller (ts), August Wilhelm Scheer (bs), Pierre-Alain Goualch (p), Gautier Laurent (b), Rémi Vignolo (dm)[53].
- 2015 - Francis Lai - Un + Une, avec Francis Lai (kb), Pierre-Alain Goualch (p), André Ceccarelli (dm), Laurent Vernerey (b).
- 2016 - Sébastien Jarrousse - Old Fellow, Gaya Music, avec Sébastien Jarrousse (ts & ss), Magic Malik (fl,v), Pierre-Alain Goualch (p, rd), Mauro Gargano (b), Matthieu Chazarenc (dm).[54]
- 2016 - Gainsbourg In Jazz, Wagram, avec Pierre-Alain Goualch (p), Rémi Vignolo (b), André Ceccarelli (d).[55]
- 2017 - Ernie Hammes - Evolution, Las Vegas Records / Marco Battistella e.U, avec Ernie Hammes (tp), Philip Catherine (g), Wayne Escoffery (ts), David Ascani (ts, ss), Pierre-Alain Goualch (p), Boris Schmidt (b), Niels Engel (dm).
- 2017 - JADE - The Eclipse, Artdisto / Musea, avec Olivier Freche (g), Bernard Brand (b), Charlie Davot (dm), Médéric Collignon (tp), Pierre-Alain Goualch (kb), Mike Ladd (v).[56],[57],[58]
- 2018 - Diego Imbert - Urban, Trebim Music / L’Autre Distribution, avec Diego Imbert (elb, g), Pierrick Pédron (as), David El-Malek (ts), Quentin Ghomari (tp, bugle), Bastien Ballaz (tb), Pierre-Alain Goualch (kb), Franck Agulhon (dms, perc)[59].
- 2018 - Jonas Dufrêne - CHARIS- avec Tom Leichnig (drum), Emmanuel Guirguis (bass), Jonas Dufrêne (violin), Pierre Alain Goualch (Keybord)
- 2020 - Sebastien Jarrousse - Attraction,  A.MA Records, Sébastien Jarrousse (sax sop/ténor), Camille Durand (v), Gaetano Partipilo (sax alto), Sébastien Llado (tb), Pierre-Alain Goualch (p), Mauro Gargano (b), Antoine Banville (dm).[60]
- 2020 - Valérie Graschaire - Wrap It Up, Trebim Music / L’Autre Distribution, avec Valérie Graschaire (v), Pierre-Alain Goualch (kb), Manu Codjia (g), Diego Imbert (b), Franck Agulhon (dms), Fabrice Ach (v).[61]
- 2021 - Pierre Bertrand - Colors, Cristal Records / Sony Music, avec Pierre Bertrand (s), Anders Bergkrantz (tp), Pierre-Alain Goualch (p, kb), Christophe Wallemme (b), Laurent Robin (dm).[62],[63],[64],[65]
- 2022 - Jonas Dufrêne - RenaiSsance - avec Valentin Guilbaud (drum), Fabien Hervé (bass), Léo Guérin (Guitar), Jonas Dufrêne (violin), Soazig Bonneau (Cello), Pierre Alain Goualch (Keyboard), MC Jansens (Voice).